# Sąsiedzi (film 2014)
Sąsiedzi (ang. Neighbors) – amerykański film komediowy z 2014 w reżyserii Nicholasa Stollera.

## Obsada
- Seth Rogen jako Mac Radner
- Zac Efron jako Teddy Sanders
- Rose Byrne jako Kelly Radner
- Dave Franco jako Pete
- Christopher Mintz-Plasse jako Scoonie
- Jerrod Carmichael jako Garf
- Lisa Kudrow jako Carol Gladstone
- Chasty Ballesteros jako Alecia
- Jake Johnson jako Billy Jessup

i inni.